# Pippi Langstrumpfs neueste Streiche
Pippi Langstrumpfs neueste Streiche (Originaltitel: The New Adventures of Pippi Longstocking) ist eine US-amerikanisch-schwedische-Koproduktion von Ken Annakin, nach dem bekannten Buch von Astrid Lindgren. Anders als der Titel es vorgibt, ist die Verfilmung keine Fortsetzung, sondern eine Neuverfilmung der besagten Astrid-Lindgren-Romane.

## Handlung
Pippi Langstrumpf und ihr Vater, Kapitän Efraim Langstrumpf, erleiden Schiffbruch. Pippi wird durch den Golfstrom zu dem Ort getrieben, in dem die Villa Kunterbunt steht, das ungenutzte Haus ihres Vaters. Kurz nachdem sie dort eingezogen ist, freundet sie sich mit den Nachbarskindern Tommy und Annika an.
Mit ihnen zusammen erlebt sie zahlreiche Abenteuer. So muss sie sich Ole Mieslich, den Immobilienmakler, der ihr Haus kaufen will, vom Hals halten. Außerdem lernt sie einen Mann mit einem Flugschrauber kennen und baut sich aus Holz ein eigenes Flugzeug. Sie testet es mit Tommy und Annika und landet dabei mit ihnen bei einer kleinen Insel, wo sie übernachten. Nachdem das Flugzeug jedoch im Wasser abgesoffen ist, müssen sie wieder zu Fuß nach Hause kommen. In Fässern lassen sie sich bald darauf den Fluss hinuntertreiben. Kurz bevor sie einen Wasserfall hinunterstürzen, werden sie vom Flugschrauberpiloten und dem Vater von Annika und Tommy mit Hilfe des Flugschraubers und einer Strickleiter gerettet.
Als Pippi wieder bei sich Zuhause ist, erwartet sie dort die Leiterin des örtlichen Kinderheims, die schon einmal vergeblich versucht hat, Pippi in das Kinderheim zu stecken. Diesmal lässt sich Pippi überreden, ist aber nicht gerade begeistert von dem Umgang der Lehrer ihr gegenüber, so wie diese von ihrem Verhalten. Sie versucht später bei Nacht über den Dachboden zu entkommen, um eine Flaschenpost, die an ihren Vater adressiert ist, ins Meer zu werfen, trifft da aber auf einen Mann namens Karlchen (im englischen Greg). Dieser hat einen Kleister hergestellt, mit dem man an der Wand und an der Decke laufen kann. Diesen benutzt Pippi, um an der Hauswand hinunterzulaufen und zu entkommen.
Als sie die Flasche ins Meer geworfen hat und zurücklaufen will, sieht sie, dass das Kinderheim brennt, ausgelöst durch den Hausmeister des Heims, der seine Zigarette auf eine Zeitung hat fallenlassen. Karlchen und zwei Kinder sitzen auf dem Dachboden fest. Pippi borgt sich ein Seil von der Feuerwehr und klettert auf einen nahegelegenen Strommast, um Herrn Nilsson, der ein Seil umgebunden hat, durch das Dachbodenfenster zu werfen. Er bindet es dann fest, so dass Pippi auf dem Seil zum Fenster balancieren kann. Dort nimmt sie die beiden Kinder auf die Arme und balanciert auf dem Seil zurück zum Strommast. Da aber Herr Nilsson sich nicht über das Seil zurück zu Pippi traut, muss Pippi nochmal zum Fenster zurück. Als sie Herr Nilsson hat, fängt das Seil Feuer und reißt durch. Daraufhin fällt Pippi, wird aber von einem Sprungtuch aufgefangen. Die Leiterin entschuldigt sich bei Pippi für ihr ungerechtes Verhalten und lässt sie wieder in die Villa Kunterbunt einziehen.
Zu Weihnachten kommt Pippis Vater zu ihr zurück und sagt ihr, dass sie mitkommt nach Taka-Tuka und Prinzessin des Reiches wird, dessen König Pippis Vater geworden ist, nachdem er an dessen Strand gespült worden ist. Als sie nach dem Winter losfahren wollen, sieht Pippi, dass Tommy und Annika tieftraurig sind, und entscheidet sich, bei ihnen zu bleiben.

## Hintergrund
Der Film, der einige Musicalelemente besitzt, wurde nicht in Schweden, sondern in Florida gedreht. Die Tiere, Kleiner Onkel und Herr Nielson, sprechen ab und zu, im Gegensatz zur Filmvorlage. Dies entstand nicht erst durch die Synchronisation, sondern war schon in der US-amerikanischen Fassung des Films der Fall, wo die Stimmen von Frank Welker und Michael Bell gesprochen werden.
Der Film wurde weltweit vermarktet und erschien neben den USA und Schweden auch in Norwegen, Finnland, Deutschland, Polen, Ungarn, Rumänien, Griechenland, Italien, Frankreich, Spanien, Portugal, Argentinien, Brasilien und Japan.
Am Ende des Filmabspanns wird Astrid Lindgren gedankt, „für das Bringen von Freude und Träumen allen Kindern auf der Welt jeden Alters“.
Die Darstellerin der Pippi Langstrumpf (Tami Erin) wurde für die Goldene Himbeere 1989 als „schlechteste Newcomerin“ nominiert. Auch die Darstellerin der Miss Bannister (Eileen Brennan) wurde als Nebendarstellerin für diesen Preis nominiert.

## Synchronisation
| Rolle                      | Darsteller          | Synchronsprecher         |
| -------------------------- | ------------------- | ------------------------ |
| Pippi Langstrumpf          | Tami Erin           | Natascha Rybakowski      |
| Annika                     | Cory Crow           | Anna Grisebach           |
| Tommy                      | David Seaman        | Kim Hasper               |
| Miss Bannister             | Eileen Brennan      | Andrea Brix              |
| Mr. Settigren              | Dennis Dugan        | Norbert Langer           |
| Mrs. Settigren             | Dianne Hull         | Monica Bielenstein       |
| Ole Mieslich               | George DiCenzo      |                          |
| Rype                       | J.D. Dickinson      |                          |
| Rancid                     | Chub Bailly         | Wolfgang Ziffer          |
| Greg The Glue Man          | Dick Van Patten     | Wilfried Herbst          |
| Kapitän Efraim Langstrumpf | John Schuck         | Engelbert von Nordhausen |
| Fridolf                    | Branscombe Richmond |                          |
| Junge mit Sommersprossen   | Evan Adam           |                          |
| Haupt-Mädchen              | Fay Masterson       |                          |

## Kritiken
Im Lexikon des internationalen Films wird der Film mit den Worten „leicht amerikanisierte Variante, die der Vorlage (und den vorausgegangenen Verfilmungen) keine neuen Ideen oder Aspekte hinzufügt; spannungsarm und antiquiert“ beschrieben.